# Guigo II
Guigo II, às vezes referido como Guy, ou pelo apelido de "o Angélico", foi um monge cartuxo e o 9º prior do mosteiro da Grande Chartreuse, de 1174 a 1180.
Morreu possivelmente em 1188  ou 1193, e é distinto tanto de Guigo I, o 5.º prior do mesmo mosteiro, como do cartuxo Guigo de Ponte, do final do século XIII. 

## Obras
Seu livro mais famoso é mais conhecido hoje como Scala Claustralium ( A Escada dos Monges ), embora também tenha sido conhecido como Scala paradisi ( A Escada do Paraíso ) e a Epistola de vita contemplativa (Carta sobre a Vida Contemplativa) que é seu subtítulo. Baseando-se na visão de Jacó em Gênesis 28,12, de anjos subindo e descendo uma escada até Deus, trazendo orações humanas ao céu e as respostas de Deus à terra, Guigo escreveu um relato para explicar como a escada era destinada aos que estavam no claustro, em busca da vida contemplativa. Guigo nomeou os quatro degraus desta "escada" da oração da Lectio Divina, uma prática que continua diariamente na meditação ritual beneditina contemporânea,  com os termos latinos lectio, meditatio, oratio e contemplatio. Nas quatro etapas de Guigo lê-se primeiro, o que leva a pensar (ou seja, meditar) sobre o significado do texto; esse processo, por sua vez, leva a pessoa a responder em oração como o terceiro estágio. A quarta etapa é quando a oração, por sua vez, aponta para o dom da quietude tranquila na presença de Deus, chamada contemplação.  
Scala Claustralium é considerada a primeira descrição da oração metódica na tradição mística ocidental,  e Guigo II é considerado o primeiro escritor na tradição ocidental a considerar os estágios da oração como uma escada que leva a uma comunhão mística mais próxima com Deus. A obra estava entre as mais populares obras espirituais medievais (em parte porque comumente circulava sob o nome do renomado Bernardo de Claraval ou mesmo de Agostinho), com mais de cem manuscritos sobreviventes. Também foi traduzido para algumas línguas vernáculas, inclusive para o inglês médio. 
Ainda é um guia básico para quem deseja praticar a lectio divina.
Guigo II também escreveu doze Meditações, que eram claramente menos conhecidas por sobreviverem em apenas alguns manuscritos.  Pelas evidências internas, parece que eles podem ter sido escritos antes do Scala Claustralium. 